# Periyasemur
Periyasemur là một thị xã panchayat của quận Erode thuộc bang Tamil Nadu, Ấn Độ.

## Nhân khẩu
Theo điều tra dân số năm 2001 của Ấn Độ, Periyasemur có dân số 32.044 người. Phái nam chiếm 52% tổng số dân và phái nữ chiếm 48%. Periyasemur có tỷ lệ 67% biết đọc biết viết, cao hơn tỷ lệ trung bình toàn quốc là 59,5%: tỷ lệ cho phái nam là 74%, và tỷ lệ cho phái nữ là 59%. Tại Periyasemur, 11% dân số nhỏ hơn 6 tuổi.